# 宮崎国際大学
宮崎国際大学（みやざきこくさいだいがく、英語: Miyazaki International University）は、宮崎県宮崎市清武町加納丙1405番地に本部を置く日本の私立大学。1939年創立、1994年大学設置。大学の略称はMIU（エム・アイ・ユー）。

## 概要
「礼節・勤労」を教育理念とし、リベラル・アーツ教育をすべて英語で行う日本で初めての大学である。1学年の定員は国際教養学部100名、教育学部50名の計150名である。

## 沿革
- 1939年（昭和14年） - 学校法人宮崎学園を創立。
- 1994年（平成06年） - 「宮崎国際大学」を開学し、比較文化学部比較文化学科を開設。
- 1999年（平成11年） - 教職課程（中学校・高等学校教諭一種免許状：英語）を設置。
- 2006年（平成18年） - 比較文化学部を国際教養学部へ改称。
- 2014年（平成26年） - 教育学部児童教育学科を開設。
- 2023年（令和05年） - 宮崎国際大学大学院創立。国際教養研究科国際教養学専攻（修士課程）を開設。

## 学部・学科

### 国際教養学部

#### 比較文化学科
定員は100名で少人数による徹底した授業と学生サポートが充実している。ほぼ全ての授業を英語で行う、外国人教員比率70％以上、授業はアクティブラーニングスタイル、全員必修の海外研修（16週間：5カ国16大学より研修先を自由選択）などの特色がある。
4コース制となっており、「グローバル・リベラル・アーツ」「国際ビジネス・マネジメント」「ホスピタリティ・観光マネジメント」「英語教育」から選択が可能。
- 取得できる資格
  - 中学校教諭一種免許状（英語）
  - 高等学校教諭一種免許状（英語）
  - 小学校教諭二種免許状（教育学部との連携により取得可能)
  - TOEFL
  - TOEIC

### 教育学部

#### 児童教育学科
教育学部の定員は50名で、保育士、幼稚園教諭免許1種、小学校教員免許1種が取得可能である。国際教養学部の英語教育および姉妹校の宮崎学園短期大学音楽学科の音楽教育の実績を活かし、教育実践力に加えて、英語力と音楽力を有する教員養成を目指している。
- 取得できる資格は以下のとおり。
  - 小学校教諭一種免許状
  - 幼稚園教諭一種免許状
  - 保育士

## 大学院
国際教養学部と教育学部を基礎とする学部等として2023年4月に開設。
- 国際教養研究科
  - 国際教養学専攻（修士課程）
    - 国際コミュニケーションコース
    - 国際社会研究コース

## 大学関係者

### 教員
- 岸江信介 - 国語学者
- 遠山清彦 - 元衆議院議員。元参議院議員、元財務副大臣

### 卒業生
- ナーイフ・アル＝ファハーディー - サウジアラビアの政治家、駐日大使

## 対外関係

### 国内大学
単位互換協定
- 放送大学と単位互換協定を終結している[1]。

### 国外大学

#### 交換留学制度
以下の大学と学術交流協定を終結し、交換留学等の教育交流を行っている。
- 韓国
  - 淑明女子大学校
  - 又石大学校
  - ソウル市立大学校
  - 嶺南大学校
- 香港
  - センテニアル大学